# Tsubasa no oreta tenshitachi
Tsubasa no oreta tenshitachi (翼の折れた天使たち, Les anges qui ont perdu leurs ailes) est une série de drama japonais.

## Thème principal
Basé sur les romans pour téléphone portable de Yoshi, un conteur des temps modernes qui raconte l'histoire vrai de jeunes filles.

## Moralité
Les gens finissent par croire en ce qu'ils voient, sans se soucier de savoir si c'est vrai ou pas ...
Mais ce qui est vraiment important, c'est ce qu'il y a à l'intérieur : ça peut être invisible comme l'atmosphère, mais c'est là.

## Saison 1
- Épisodes : 4
- Période de diffusion : Du 26 février 2006 au 1er mars 2006
- Heure : De 23h00 à 23h45
- Theme Song: 「RESISTANCE"」 par Mika Nakashima (中島美嘉)

## Personnages principaux
- Ueto Aya (Épisode 1) : Komine Nanako
- Horikita Maki (Épisode 2) : Yuna
- Yamada Yu (Épisode 3) : Yoshii Nao
- Juri Ueno (Épisode 4) : Ryoko

### Première nuit - Célébrité
Nanako a un emploi qui ne lui rapporte pas énormément. Sa seconde vie cachée est de coucher avec des hommes afin de pouvoir s'offrir des vêtements de luxe et se mettre dans la peau d'une célébrité. Elle fera la rencontre inattendue d'une petite fille qui lui fera comprendre que le bonheur ne se trouve pas dans les biens matériels...

### Seconde nuit - Salon de discussion
Yuna n'est que son pseudonyme sur les salons de discussion. Souffrant d'Agoraphobie, elle n'a plus goût à la vie, sort visage caché, ne parle plus à qui que ce soit et se réfugie donc sur le web derrière un pseudo. Jusqu'au jour où parmi la foule de pervers et autres idiots, elle tombera enfin sur un homme qui a des conversations intéressantes...

### Troisième nuit - Actrice
Le père de Nao est un fabricant de poupées et souhaite que sa fille reprenne son affaire. Cependant Nao ne voulait pas de cet avenir et a il y a deux ans de cela quitté le domicile familial pour Tokyo dans l'espoir de devenir actrice. Durant ce temps, Nao s'est fait escroquer et tente tant bien que mal de survivre en travaillant dans un club de nuit. Elle finira par tomber sur son grand-père qui lui fera comprendre que nous avons tous droit à un nouveau départ dans la vie...

### Dernière nuit - Casino
Abandonnée très jeune par ses parents, Ryoko ne vit que de salles de jeux d'arcade. Son parcours amoureux est chaotique jusqu'au jour où elle devra prendre en charge Kentai, un petit garçon laissé par son dernier chéri qui a disparu de la circulation...

## Saison 2
- Épisodes : 4
- Période de diffusion : Du 26 février 2007 au 1er mars 2007
- Heure : De 23h00 à 23h45
- Theme Song: 「RESISTANCE"」 par Mika Nakashima (中島美嘉)

### Personnages principaux
- Satomi Ishihara (Épisode 1) : Yoshimura Yuri
- Toda Erika (Épisode 2) : Saitou Haruka
- Oshinari Shugo (Épisode 2) : Mikami Mitsuteru et Mikami Kouki
- Katou Rosa (Épisode 3) : Nakagawa Kana
- Kimura Ryou (Épisode 3) : Daisuke
- Koichi Mantaro (Épisode 3) : Sugawara
- Nose Karina (Épisode 4) : Misaki / Satou Yoshimi
- Sainei Ryuji (Épisode 4) : Sawada Keisuke
- Sano Shiro (Épisode 4) : Maekawa Takurou
- Mayuko Iwasa (Épisode 4) : Yuka

### Première nuit - Impulsion
Yuri travaille la nuit dans une épicerie (note : la plupart des magasins japonais sont ouverts 24h/24). Déprimée, sa santé est fragile et elle va tous les mois chez le médecin pour un bilan de santé. Elle fera la rencontre d'un jeune homme qui cache un douloureux secret...

### Seconde nuit - Sakura (cerisier)
Hakura alias Sayuri est une jeune fille qui profite de la naïveté des hommes pour leur soutirer un maximum de choses : elle fait leur rencontre dans les "Internet café" (note : ne pas confondre avec nos "Cyber café", ici ce sont des espaces de rencontre), s'approprie les plus idiots et se fait passer pour une fille qui a une vie misérable. Un jour, dans la rue, elle se heurte à Kouki et font connaissance, sachant que Kouki ne se laissera pas faire...

### Troisième nuit - Temps
Kana ne vit que pour sa passion : la natation. Sauf que la Kana de maintenant, contrairement à quand elle était petite, ne sourit
plus du tout. À un moment elle surprendra son entraîneur dire qu'il ne compte pas la qualifier pour la compétition...

### Quatrième nuit - Marchandise
Misaki travaille le soir dans un bar à hôtesses (note : les bars à hôtesses n'existent pas en France, un homme demande la compagnie de femmes le temps d'une soirée, le tout sans prétention). Tous les soirs elle passe devant une animalerie et se prend d'affection pour l'un des chiens à vendre. Elle ne le prendra pas car elle vit seule en appartement. Jusqu'au jour où elle perdra son permis de conduire dans le magasin et le propriétaire de ce dernier se rendra compte en lisant son nom dessus qu'ils étaient ensemble à l'école primaire...